# MiG-19
MiG-19 (ros. МиГ-19; kod NATO „Farmer”) – radziecki odrzutowy samolot myśliwski skonstruowany w latach 50. XX wieku w biurze konstrukcyjnym MiG (OKB).

## Historia

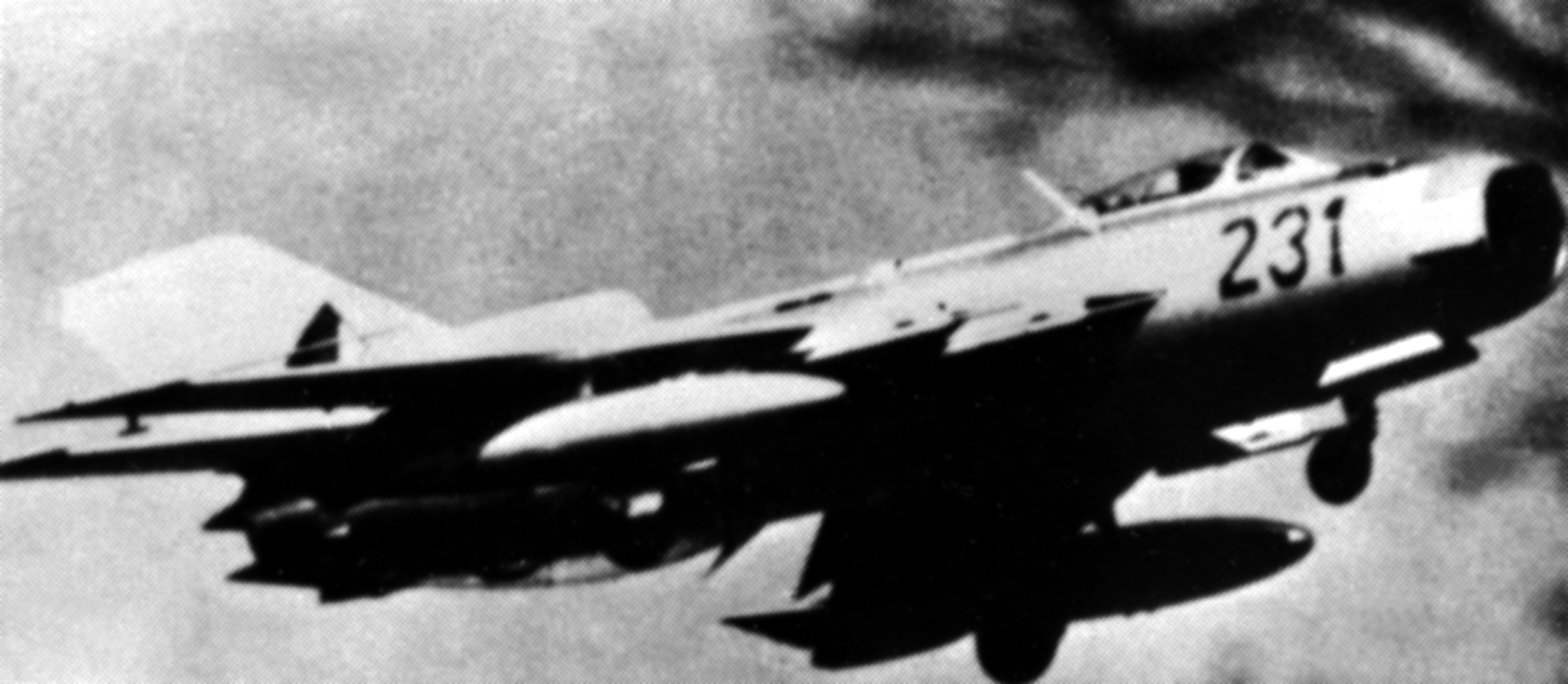
MiG-19PM lotnictwa NRD w locie

W latach 50. w biurze konstrukcyjnym A. Mikojana i M. Guriewicza opracowano nowy samolot myśliwski, zdolny do wykonywania zadań w nocy oraz w trudnych warunkach atmosferycznych. Otrzymał on oznaczenie I-360. Przedprototypem samolotu był SM-2 (oblatany w 1952 r.). Samolot miał 2 silniki AM-5. Jednak ich mały ciąg, uniemożliwiający przekroczenie bariery dźwięku spowodował, że wymieniono je na dwa silniki AM-9. Prototypem MiGa-19 stał się samolot SM-9. Badania MiGa-19 w locie trwały do 1955 r. Ulepszeniem silników zajmował się S. Tumanski, tworząc nowe silniki RD-9.
W roku 1956 samolot pod nazwą SM-30 został dostosowany do startu z wyrzutni. W tym celu dodano mu odrzucany silnik rakietowy na paliwo stałe. Samolot miał zwalczać samoloty zwiadowcze U-2 przekraczające granice państw Układu Warszawskiego. Samolot, jako pierwszy z serii MiG-ów miał kadłub zbudowany zgodnie z regułą pól, co poprawiało własności samolotu w locie z prędkością okołodźwiękową i ułatwiało przekroczenie Ma=1. Ze względu na znacznie wyższe od MiGów-15/17 koszty produkcji, MiG-19 był wytwarzany w ZSRR w ograniczonej liczbie (~2200 sztuk), a tworzenie kolejnych wersji wstrzymano wobec dobrze rokujących projektów szybszych myśliwców Su-9 i MiG-21. Kompletne oprzyrządowanie produkcji sprzedano w 1959 r. do Chin, gdzie samolot ten utrzymał się w produkcji jako Shenyang J-6 (oznaczenie eksportowe F-6) do roku 1981. Oprócz Chin produkcję licencyjną na niewielką skalę (103 samoloty dla potrzeb własnych) podjęła Czechosłowacja.
Samoloty MiG-19 oraz J-6/F-6 używane były w krajach Układu Warszawskiego: ZSRR, Bułgarii, Czechosłowacji, NRD, Polsce, Rumunii i na Węgrzech oraz w Afganistanie, Albanii, Algierii, Bangladeszu, Birmie, Chinach, Egipcie, Indonezji, Iraku, Iranie, Kambodży, Kongo, Korei Północnej, Pakistanie, Somalii, Sri Lance, Sudanie, Syrii, Tanzanii, Ugandzie, Wietnamie, Zambii i na Kubie.
Wielkość chińskiej produkcji samolotów J-6/F-6 oceniana jest na ~3300 egzemplarzy, wliczając w to dwumiejscowy wariant treningowy JJ-6/FT-6 z kadłubem dłuższym o 84 cm. Ponadto w zakładach Nanchang w latach 1970–1996 wyprodukowano ponad 1000 samolotów szturmowych Nanchang Q-5 (oznaczenie eksportowe A-5), będących modyfikacją MiG-a-19 z dwoma wlotami powietrza do silników po bokach kadłuba oraz integralną komorą bombową w dolnej części kadłuba. Oprócz Chin samoloty A-5 stosowane są w lotnictwie Bangladeszu, Korei Północnej, Birmy oraz Pakistanu.

## Opis

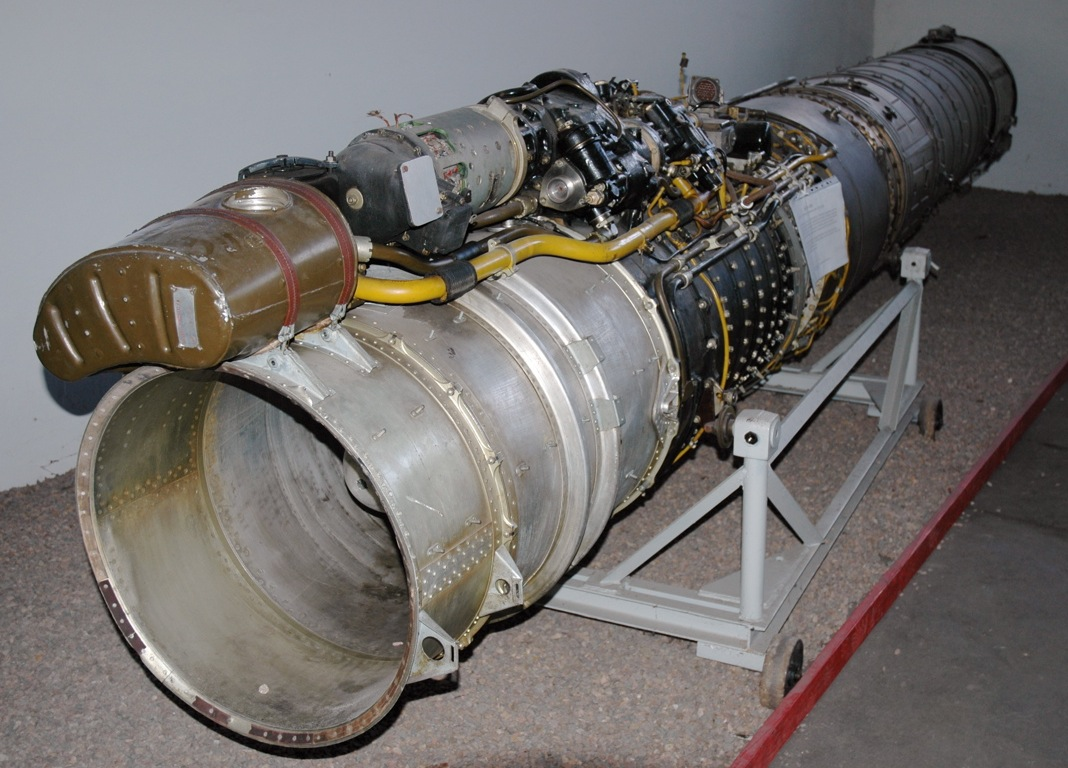
Silnik Tumanski RD-9B ze zbiorów Muzeum Lotnictwa w Krakowie

MiG-19 to wolnonośny średniopłat. Konstrukcja jest całkowicie metalowa. Samolot jest wyposażony w pokładową stację radiolokacyjną, w związku z czym zwiększyły się jego rozmiary. Celowanie odbywa się za pomocą automatycznego celownika optycznego (sprzężonego ze stacją radiolokacyjną). Do kontroli skuteczności strzelania służą dwa fotokarabiny.
Samolot posiadał radiostację nadawczo-odbiorcza RSIU-3M, radiolokacyjne urządzenie odpowiadające SRO-2, zestaw lądowania bez widoczności OSP-48, urządzenie ostrzegawcze „Syrena-2”, machometr M-1,5, sztuczny horyzont AGI-1, wariometr WAR-150, busolę GIK-1, prędkościomierz KUS-2000 i wskaźnik przeciążenia.
Był pierwszym seryjnym myśliwcem ZSRR przekraczającym prędkość dźwięku (1 Ma) w locie poziomym.

## Uzbrojenie

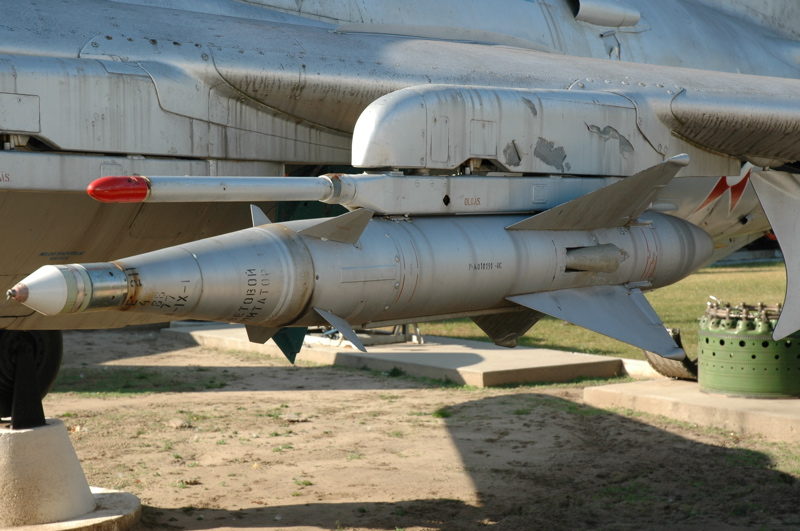
Pocisk K-5M pod skrzydłem MiG-19

Uzbrojenie zależało od wersji samolotu.
- MiG-19 – pierwsza wersja seryjna, uzbrojona w trzy działka NR-23 kal. 23 mm
- MiG-19S – uzbrojony w 3 działka NR-30 kal. 30 mm, 2 zasobniki niekierowanych pocisków rakietowych oraz 2 bomby o masie 50–250 kg.
- MiG-19P – posiadał radar RP-1, dwa działka 23 mm NR-23
- MiG-19PM – nie posiadał uzbrojenia strzeleckiego i bombowego, uzbrojony był w 4 pociski kierowane klasy powietrze-powietrze

## MiG-i-19 w WP

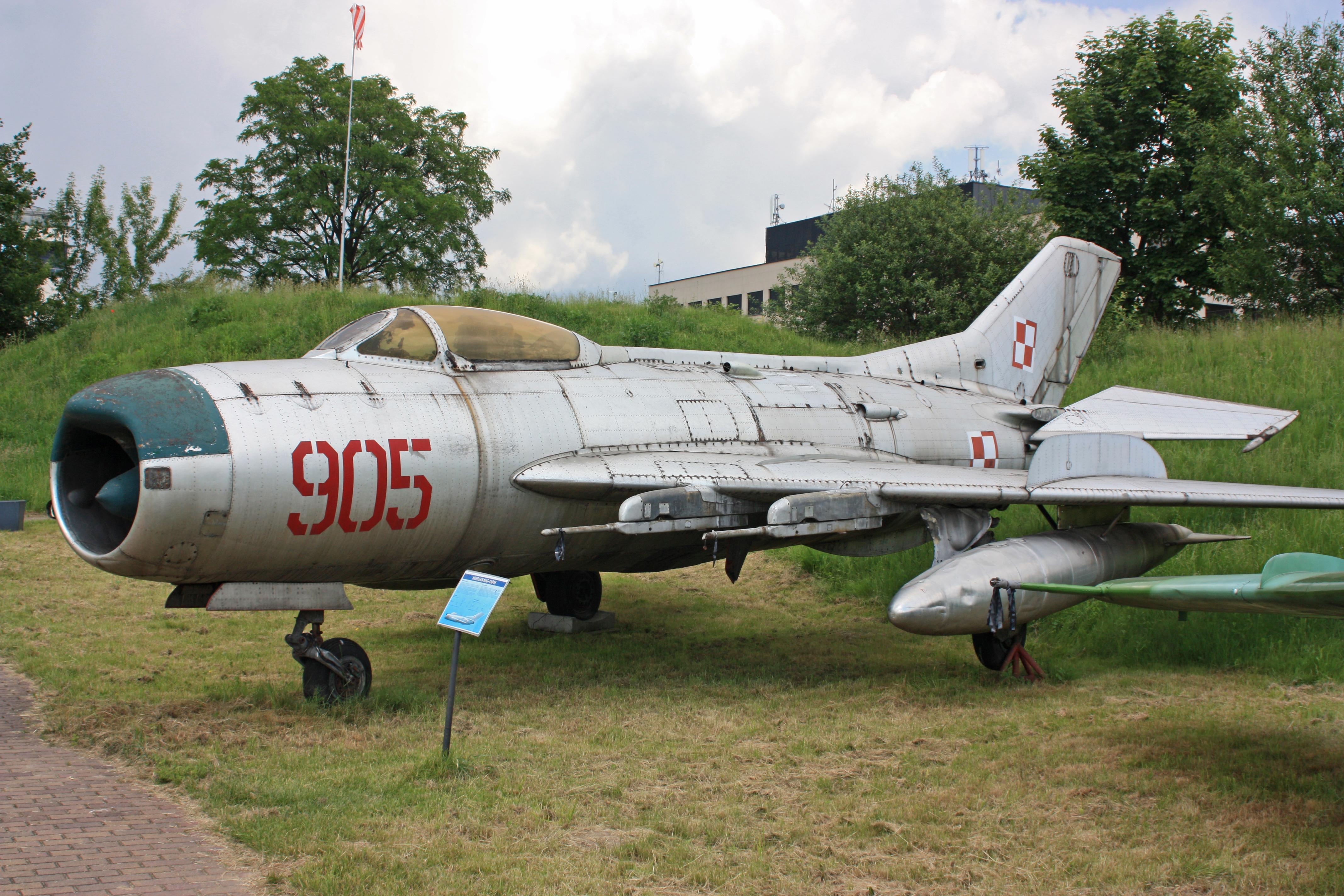
MiG-19PM ze zbiorów Muzeum Lotnictwa w Krakowie

W związku z coraz częstszym naruszaniem polskiej przestrzeni powietrznej przez samoloty NATO, zdecydowano się na zakup samolotów, które posiadałyby większą prędkość wznoszenia i prędkość maksymalną. Wybór padł na MiGi-19. Liczba używanych w Polsce samolotów była podawana rozbieżnie w publikacjach, według nowych publikacji było ich dostarczonych 36, pomiędzy grudniem 1957 a lipcem 1959 roku: 24 MiG-19P oraz 12 MiG-19PM. Samoloty były używane w czterech jednostkach – 28 plm (1958-1975), 62 plm (1958-1962), 39 plm (1958-1967) oraz w Wyższej Szkole Pilotów w Modlinie (od 1960: Centrum Szkolenia Lotniczego) i dość szybko wyszły z użycia z uwagi na małą liczbę użytkowanych maszyn, złożoną konstrukcję (dwa silniki z zespołami sterowania) i dużą partię corocznie dostarczanych w latach siedemdziesiątych mniej skomplikowanych konstrukcyjnie MiG-ów 21, mających lepsze osiągi i lepsze właściwości lotno-pilotażowe. Według monograficznego artykułu o historii 28 pułku, zamieszczonego w czasopiśmie Lotnictwo, jednostka ta w 1966 roku stała się jedynym użytkownikiem samolotu w kraju. Ostatnie loty na tym typie maszyny wykonano 4 grudnia 1974 roku.

## Egzemplarze muzealne
- MiG-19PM o numerze bocznym „905”, numer fabryczny N650210905 znajduje się w Muzeum Lotnictwa w Krakowie.

### Inne zachowane egzemplarze
- MiG-19P o numerze bocznym „723” (wcześniej „728”), numer fabryczny N620210728 znajduje się na terenie 31 Bazy Lotnictwa Taktycznego w Poznaniu. Samolot został wypożyczony z Muzeum Oręża Polskiego w Kołobrzegu w celu wykonania remontu generalnego przez członków Stowarzyszenia Lotniczego AVIATA[2].
- MiG-19PM, o numerze bocznym „1958”, numer fabryczny N650210908 jest samolotem-pomnikiem stojącym przed bramą Bazy Amerykańskiej na Al. 28 Pułku Lotnictwa Myśliwskiego przy ex-lotnisku Słupsk-Redzikowo EPSK.